# سوپر جام فوتبال ایران ۱۳۹۸
سوپر جام فوتبال ایران ۱۳۹۸ پنجمین دورهٔ مسابقهٔ سوپر جام فوتبال ایران بود که قرار بود بین قهرمان لیگ برتر ۹۸–۱۳۹۷ و قهرمان جام حذفی ۹۸–۱۳۹۷ توسط فدراسیون فوتبال ایران برگزار شود بخاطر اینکه پرسپولیس هم قهرمان لیگ برتر شد و هم قهرمان جام حذفی شد جام قهرمانی به پرسپولیس داده شد.
تیم پرسپولیس تهران برای سومین بار قهرمان این دوره از رقابت‌ها شد.

## باشگاه‌ها
| تیم            | عنوان                                                                     | دیدارهای پیشین (اعداد پررنگ نشان دهنده قهرمانی) |
| -------------- | ------------------------------------------------------------------------- | ----------------------------------------------- |
| پرسپولیس تهران | قهرمان لیگ برتر فوتبال ایران ۹۸–۱۳۹۷ قهرمان جام حذفی فوتبال ایران ۹۸–۱۳۹۷ | ۲ مرتبه (۱۳۹۶، ۱۳۹۷)                            |

## حواشی
پرسپولیس در این فصل موفق به قهرمانی در لیگ برتر خلیج فارس و جام حذفی فوتبال ایران شد و بر اساس اعلام وبسایت‌های ورزشی ایران، باید به مصاف نایب‌قهرمان لیگ برتر خلیج فارس (سپاهان اصفهان) یا جام حذفی فوتبال ایران (داماش گیلان) می‌رفت. پرسپولیسی‌ها هم با توجه به اتفاقات افتاده‌شده در بازی برگشت لیگ برتر و بازی نیمه‌نهایی جام حذفی این تیم با سپاهان، خواستار بازی با تیم داماش شدند. از طرفی برخی رسانه‌ها اعلام کردند که اگر تیمی قهرمان دوگانه شود، سوپر جام هم باید به همان تیم داده‌شود. سازمان لیگ فوتبال ایران در ۲۶ خرداد ۱۳۹۸ اعلام کرد تیم قهرمان دوگانه، قهرمان سوپر جام هم می‌شود؛ بنابراین، پرسپولیس برای سومین بار قهرمان سوپر جام فوتبال ایران شد. جام قهرمانی این دوره، در ۹ آبان ۱۳۹۸ پس از پایان یافتن بازی پرسپولیس و ماشین‌سازی در هفته نهم لیگ برتر فوتبال ایران ۹۹–۱۳۹۸، در ورزشگاه آزادی تهران به پرسپولیس اهدا شد.

## قهرمان
| قهرمان سوپرجام فوتبال ایران ۱۳۹۸ |
| -------------------------------- |
| پرسپولیس                         |
| سومین قهرمانی                    |